# إيرما بيلكي
إيرما بيلكي ولدت يوم 24 اوت 1904 في مدينة برلين وتوفيت يوم 20 ديسمبر في نفس المدينة برلين الالمانية وكانت سوبرانو أوبرالية ألمانية ومغنية حفلات ومعلمة صوت أكاديمية. كانت عضوًا في أوبرا برلين لعقود من الزمن، وأيضًا عضو في دار الأوبرا في فيينا، ظهرت في أدوار قيادية في مجموعة كولوراتورا سوبرانو والسوبرانو الغنائي في دور الأوبرا الكبرى والمهرجانات الدولية، مثل شقراء موزارت ولا ترافياتا لفيردي. شاركت في العروض العالمية الأولى، بما في ذلك فيلم كابريتشيو لريتشارد شتراوس. في عام 1945،